# Кубок ФНЛ 2014
Ку́бок Футбо́льной национа́льной ли́ги 2014 года — третий розыгрыш Кубка ФНЛ, который проходил с 10 по 20 февраля 2014 года в турецком Белеке на полях спортивного центра «Беллис». Обладателем кубка стал владивостокский клуб «Луч-Энергия».

## Участники
Участниками кубка должны были стали восемь лучших команд по итогам первого круга первенства ФНЛ 2013/2014. Но из-за финансовых проблем от участия в турнире отказалась вторая команда по результатам первого круга первенства ФНЛ 2013/2014 — «Алания». Её место заняла двенадцатая команда — «Химик», так как находившиеся выше в турнирной таблице «Газовик», «Сибирь» и «Енисей», которым было предложено сыграть вместо владикавказцев, не смогли принять участие в турнире.
Таким образом в турнире приняли участие следующие команды:
1. «Мордовия» (Саранск).
2. «Химик» (Дзержинск).
3. «Арсенал» (Тула).
4. «Шинник» (Ярославль).
5. «Уфа» (Уфа).
6. «СКА-Энергия» (Хабаровск).
7. «Луч-Энергия» (Владивосток).
8. «Торпедо» (Москва).

## Регламент

### Формула розыгрыша
Формула проведения розыгрыша Кубка ФНЛ 2014 не изменилась от прошлых. Участники розыгрыша Кубка ФНЛ разбиваются на две группы по четыре команды в каждой. Группу «А» составляется из команд, занявших по итогам первого круга Первенства ФНЛ, первое, третье, пятое и седьмое места. Группа «Б» формируется из команд, занявших второе, четвёртое, шестое и восьмое места соответственно.
По итогам однокругового группового турнира два победителя групп разыгрывают Кубок ФНЛ, вторые команды поборются за 3-4 места, третьи — 5-6 места и четвёртые — 7-8 места.
В финальных матчах в случае ничьей в основное время команды исполнят серию пенальти без дополнительного времени.
Командам разрешено проводить семь замен в перерыве матча и четыре — в игровое время. Единственное исключение — финал, в нём разрешено шесть замен.

### Дисциплинарные санкции
- За каждые две жёлтые карточки, полученные в разных матчах розыгрыша Кубка ФНЛ, футболист пропускает одну игру.[6]
- Удаления за «фол последней надежды» и за грубую игру, наказываемые прямой красной карточкой, влекут за собой одноматчевую дисквалификацию.[6]
- За оскорбительные жесты в адрес партнёра, соперника, официальных лиц или зрителей, за драку или удар соперника во время или после остановки игры, а также за грубую игру с нанесением травмы футболист наказывается двух- или трёхматчевой дисквалификацией.[6]

### Особенности розыгрыша
В этом розыгрыше Кубка ФНЛ матчи обслуживали судейские бригады, работающие на встречах Первенства ФНЛ. Два предыдущих розыгрыша судили арбитры из второго дивизиона.
Также по окончании каждого матча специальная комиссия выбирает лучшего игрока встречи. Каждый из лауреатов получит приз от официального технического партнера Кубка ФНЛ 2014 компании АВМ Sport — сертификат на приобретение экипировки на сумму 5000 рублей.

## Лучшие футболисты
После окончания турнира и вручения Кубка ФНЛ победителю были награждены и лучшие футболисты в своих амплуа, которые получили сертификаты на бутсы Mizuno. Лауреатов выбирали участники Кубка ФНЛ — тренеры и руководители клубов, а также журналисты, которые заполняли специальные анкеты.
Лауреатами по результатам опроса стали:
- Лучший вратарь — Антон Коченков («Мордовия»).
- Лучший защитник — Милан Перендия («Мордовия»).
- Лучший полузащитник — Олег Власов («Торпедо»).
- Лучший нападающий — Шамиль Асильдаров («Луч-Энергия»).

## Групповой турнир

### Группа «А»
| 10 февраля 2014 1 тур | Мордовия                                           | 2:0      | Уфа | Белек                                                                           |
| 13:00 MSK | 1:0 Рустем Мухаметшин 49′ · 2:0 Алексей Иванов 71′ | Протокол |     | Стадион: спортивного центра Беллис Зрителей: 200 Судья: Сергей Костевич (Курск) |
| Мордовия: Коченков (Шебанов, 82), Шитов, Перендиа, Иванов (Будников, 75), Димидко, Нахушев (Эдиев, 70), Терентьев, Бобёр, Мухаметшин, Луценко (Хубутия, 45), Самодин. · Уфа: Барановский, Сухов, Тишкин, Киреев, Аликин, Степанец, Килин (Мязин, 68), Семакин (Нагибин, 46), Жиляев (Кичин, 60), Засеев, Голубов (Заболотный, 46). · Аликин (12'). · Игрок матча: Антон Бобёр («Мордовия»). |                                                    |          |     |                                                                                 |

| 10 февраля 2014 1 тур | Арсенал | 0:0      | «Луч-Энергия | Белек                                                                                 |
| 17:00 MSK |         | Протокол |              | Стадион: спортивного центра Беллис Зрителей: 300 Судья: Владимир Сельдяков (Балашиха) |
| Арсенал: Котов, Макаренко (Лях, 45), Лозенков, Сухарев (Васильев, 45), Ершов, Рыжков (Сергеев, 75), Лепский (Маслов, 61), Игнатьев (Шилов, 61), Базанов (Тимохин, 72), М.Кашчелан, Кутьин (П.Кашчелан, 46). · Луч-Энергия: Довбня, Семочко, Бендзь, Романович (Гаджибеков, 46), Романенко (Селищев, 46), Пономаренко, Кренделев, Кудряшов (Бураев, 46), Аверьянов (Скобликов, 72), Асильдаров (Козлов, 65), Корян (Клопков, 38). · М.Кашчелан (35'), Лях (58'), Лозенков (77') — Бендзь (32'), Кудряшов (35'), Гаджибеков (56'), Семочко (63'). · Семочко (69'). · Игрок матча: Шамиль Асильдаров («Луч-Энергия»). |         |          |              |                                                                                       |

| 13 февраля 2014 2 тур | Уфа                           | 1:6      | «Луч-Энергия | Белек                                                                                  |
| 13:00 MSK | 1:6 Мануэль Бледа 90+′ (пен.) | Протокол | 0:1 Руслан Корян 6′ · 0:2 Шамиль Асильдаров 33′ · 0:3 Руслан Корян 41′ · 0:4 Владимир Пономарёв 44′ · 0:5 Шамиль Асильдаров 66′ · 0:6 Руслан Корян 72′ | Стадион: спортивного центра Беллис Зрителей: 300 Судья: Михаил Белов (Нижний Новгород) |
| Уфа: Юрченко (Барановский, 47), Тишкин (Кичин, 46), Киреев (Хачатурян, 46), Аликин, Сухов, Степанец, Гаракоев (Жиляев, 46), Сафрониди (Килин, 46), Засеев (Валикаев, 46), Семакин (Нагибин, 46), Голубов (Бледа, 46). · Луч-Энергия: Штанько, Могилевский, Пономарёв, Козлов, Корнилов (Селищев, 46), Романенко (Отставнов, 54), Кренделев, Клопков, Аверьянов, Корян (Пономаренко, 74), Асильдаров (Скобликов, 66; Безняк, 88). · Тишкин (5'), Засеев (40'), Хачатурян (69') — Пономарёв (58'), Могилевский (90'). · Игрок матча: Руслан Корян («Луч-Энергия»). |                               |          | |                                                                                        |

| 13 февраля 2014 2 тур | Мордовия | 0:0      | Арсенал | Белек                                                                           |
| 17:00 MSK |          | Протокол |         | Стадион: спортивного центра Беллис Зрителей: 150 Судья: Евгений Турбин (Москва) |
| Мордовия: Коченков, Перендиа, Хубутия, Шитов (Эдиев, 63), Иванов (Будников, 63), Димидко (Божович, 63), Бобёр (Пазин, 63), Мухаметшин, Нахушев, Самодин (Терентьев, 46), Луценко. · Арсенал: Филимонов, Макаренко (М.Кашчелан, 63), Калешин, Сухарев (Ершов, 46), П.Кашчелан, Васильев, Шилов (Игнатьев, 46), Лях (Рыжков, 61), Кутьин (Лепский, 61), Маслов, Тимохин (Сергеев, 61). · Нахушев (28'), Божович (90'). · Игрок матча: Андрей Васильев («Арсенал»). |          |          |         |                                                                                 |

| 16 февраля 2014 3 тур | Арсенал                                                                       | 3:1      | Уфа                      | Белек                                                                               |
| 13:00 MSK | 1:0 Алексей Базанов 18′ · 2:0 Александр Кутьин 67′ · 3:1 Александр Кутьин 78′ | Протокол | 2:1 Антон Заболотный 74′ | Стадион: спортивного центра Беллис Зрителей: 100 Судья: Станислав Васильев (Ижевск) |
| Арсенал: Кликин, Калешин (П.Кашчелан, 46), Сухарев (Васильев, 58), Ершов, Лозенков, Базанов (Лях, 69), Игнатьев (Шилов, 64), М.Кашчелан (Макаренко, 79), Рыжков, Лепский, Кутьин. · Уфа: Юрченко, Киреев (Валикаев, 46), Сухов (Мязин, 57), Аликин, Степанец (Грачёв, 27), Гаракоев (Жиляев, 46), Хачатурян (Нагибин, 42), Килин (Тишкин, 46), Семакин, Сафрониди (Вильям, 46), Голубов (Заболотный, 46). · Лозенков (73'), Васильев (77'), Макаренко (85') — Голубов (21'), Грачёв (35'), Киреев (45'). · Аликин (12'). · Игрок матча: Александр Кутьин («Арсенал»). |                                                                               |          |                          |                                                                                     |

| 16 февраля 2014 3 тур | Луч-Энергия                 | 1:1      | Мордовия               | Белек                                                                              |
| 17:00 MSK | 1:0 Вячеслав Кренделев 45+′ | Протокол | 1:1 Сергей Самодин 54′ | Стадион: спортивного центра Беллис Зрителей: 250 Судья: Николай Волошин (Смоленск) |
| Луч-Энергия: Довбня, Пономарёв, Семочко, Бендзь (Романович, 46), Гаджибеков (Могилевский, 46), Кацаев (Пономаренко, 46), Клопков (Романенко, 62), Кренделев, Асильдаров (Бураев, 77), Аверьянов (Селищев, 80), Корян (Козлов, 80). · Мордовия: Коченков, Эдиев, Перендиа, Шитов (Божович, 62), Мухаметшин, Терентьев (Иванов, 46), Бобёр, Пазин, Димидко (Хубутия, 46), Луценко, Самодин. · Кренделев (55'), Довбня (90') — Шитов (15'). · Кренделев (68'). · Игрок матча: Александр Довбня («Луч-Энергия»). |                             |          |                        |                                                                                    |

#### Турнирная таблица
| М | Клуб        | 1   | 2   | 3   | 4   | И | В | Н | П | МЗ | МП | ±М | О |
| - | ----------- | --- | --- | --- | --- | - | - | - | - | -- | -- | -- | - |
| 1 | Луч-Энергия | -   | 0:0 | 1:1 | 6:1 | 3 | 1 | 2 | 0 | 7  | 2  | +5 | 5 |
| 2 | Арсенал     | 0:0 | -   | 0:0 | 3:1 | 3 | 1 | 2 | 0 | 3  | 1  | +2 | 5 |
| 3 | Мордовия    | 1:1 | 0:0 | -   | 2:0 | 3 | 1 | 2 | 0 | 3  | 1  | +2 | 5 |
| 4 | Уфа         | 1:6 | 1:3 | 0:2 | -   | 3 | 0 | 0 | 3 | 2  | 11 | -9 | 0 |

### Группа «Б»
| 11 февраля 2014 1 тур | Химик | 0:1      | Торпедо             | Белек                                                                                |
| 13:00 MSK |       | Протокол | 0:1 Олег Власов 18′ | Стадион: спортивного центра Беллис Зрителей: 200 Судья: Лаша Верулидзе (Владикавказ) |
| Химик: Гавиловский, Прошин, Халиуллин, Лобков (Чернов, 46), Джиоев, Костюков, Мануковский, Гащенков (Федотов, 68), Касьян (Макеев, 88), Архипов (Журавлёв, 87), Еркин (Квасов, 46). · Торпедо: Конюхов, Кацалапов (Багаев, 46), Тараканов, Тесак, Князев, Микуцкис, Айдов, Мирзов (Стеклов, 46), Власов, Свежов (Кулешов, 30), Салугин (Шевченко, 46). · Халиуллин (34'), Касьян (41') — Свежов (5'), Айдов (71'), Багаев (76'), Власов (85'). · Халиуллин (67'). · Игрок матча: Олег Власов («Торпедо»). |       |          |                     |                                                                                      |

| 11 февраля 2014 1 тур | Шинник               | 1:0      | СКА-Энергия | Белек                                                                                |
| 17:00 MSK | 1:0 Иван Подоляк 76′ | Протокол |             | Стадион: спортивного центра Беллис Зрителей: 250 Судья: Владимир Рогулев (Ломоносов) |
| Шинник: Яшин, Н'Дри (Ятченко, 46), Кподо, Гапон, Стешин (Катынсус, 89), Малоян (Подоляк, 46), Деобальд (Кухарчук, 46), Зотов (Белоусов, 46), Щадин (Родионов, 58), Корытько (Дудченко, 64), Горбатенко (Низамутдинов, 46). · СКА-Энергия: Агапов, Зураев (Аладашвили, 55), Попов, Удалый, Трусевич (Байрыев, 70), Купчин, Плетин, Славнов, Гогуа (Киселёв, 61), Кармазиненко, Натан (Яркин, 60). · Зотов (28'), Н'Дри (30'), Корытько (45'), Подоляк (75') — Плетин (12'), Агапов (25'), Гогуа (45'), Трусевич (61'), Байрыев (84'). · Игрок матча: Евгений Стешин («Шинник»). |                      |          |             |                                                                                      |

| 14 февраля 2014 2 тур | Торпедо             | 1:0      | СКА-Энергия | Белек                                                                                 |
| 13:00 MSK | 1:0 Олег Власов 13′ | Протокол |             | Стадион: спортивного центра Беллис Зрителей: 200 Судья: Вячеслав Попов (Екатеринбург) |
| Торпедо: Конюхов, Кацалапов (Багаев, 46), Тесак, Микуцкис (Кулешов, 57), Тараканов, Князев, Айдов, Власов, Свежов (Мирзов, 77), Салугин (Стеклов, 57), Шевченко. · СКА-Энергия: Кабанов, Цвейба, Попов, Трусевич (Гальперин, 60), Плетин (Тобоев, 82), Гогуа (Цораев, 46), Славнов (Киселёв, 65), Купчин, Аладашвили (Дудиев, 46), Кармазиненко (Камболов, 46), Машуков (Яркин, 85). · Цвейба (85'). |                     |          |             |                                                                                       |

| 14 февраля 2014 2 тур | Химик                                                    | 2:2      | Шинник                                              | Белек                                                                              |
| 17:00 MSK | 1:1 Александр Касьян 38′ (пен.) · 2:2 Георгий Джиоев 85′ | Протокол | 0:1 Константин Дудченко 13′ · 1:2 Илья Кухарчук 82′ | Стадион: спортивного центра Беллис Зрителей: 300 Судья: Антон Анопа (Благовещенск) |
| Химик: Гавиловский, Джиоев, Прошин (Коротков, 63), Шустиков, Квасов (Еркин, 63), Мануковский, Гащенков (Федотов, 46; Макеев, 83), Костюков, Чернов, Касьян, Архипов (Журавлёв, 90). · Шинник: Малышев (Краснокутский, 46), Гапон, Стешин, Кподо, Щадин (Подоляк, 46; Белецкий, 86), Родионов (Кухарчук, 46), Белоусов (Горбатенко, 46), Ятченко (Н'Дри, 46), Корытько, Дудченко (Малоян, 46), Низамутдинов (Деобальд, 46). · Касьян (23'), Федотов (75'), Мануковский (87') — Дудченко (40'), Н'Дри (49'), Деобальд (62'), Белецкий (88'). |                                                          |          |                                                     |                                                                                    |

| 17 февраля 2014 3 тур | Шинник                           | 1:2      | Торпедо                                      | Белек                                                                          |
| 13:00 MSK | 1:0 Владимир Корытько 13′ (пен.) | Протокол | 1:1 Олег Власов 39′ · 1:2 Игорь Шевченко 62′ | Стадион: спортивного центра Беллис Зрителей: 300 Судья: Олег Соколов (Воронеж) |
| Шинник: Яшин, Гапон, Кподо, Катынсус, Малоян (Родионов, 78), Корытько, Зотов, Ятченко, Щадин (Горбатенко, 57), Низамутдинов (Подоляк, 46; Дудченко, 68), Кухарчук (Деобальд, 37; Белоусов, 62). · Торпедо: Конюхов, Кацалапов (Кулешов, 76), Тесак, Микуцкис (Стеклов, 87), Тараканов, Князев, Айдов, Власов (Бурченко, 90+), Свежов, Салугин (Багаев, 76), Шевченко. · Катынсус (27'), Кподо (33') — Конюхов (12'), Салугин (62'), Айдов (63'), Тараканов (77'). · Нереализованный пенальти: Владимир Корытько (78', мимо). |                                  |          |                                              |                                                                                |

| 17 февраля 2014 3 тур | СКА-Энергия | 0:0      | Химик | Белек                                                                                 |
| 17:00 MSK |             | Протокол |       | Стадион: спортивного центра Беллис Зрителей: 100 Судья: Иван Сараев (Санкт-Петербург) |
| СКА-Энергия: Козорез, Цвейба, Удалый, Дудиев (Аладашвили, 46), Цораев (Гогуа, 46), Плетин (Киселёв, 26), Трусевич (Яркин, 46), Наваловский, Славнов (Попов, 78), Кармазиненко (Машуков, 46), Никифоров (Камболов, 61). · Химик: Загребин, Коротков (Шустиков, 72), Халиуллин, Прошин, Квасов, Мануковский, Костюков (Шаров, 57), Чернов, Гащенков, Архипов (Макеев, 75), Еркин (Журавлёв, 84). · Машуков (88') — Архипов (68'), Мануковский (89'). |             |          |       |                                                                                       |

#### Турнирная таблица. Группа «Б»
| М | Клуб        | 1   | 2   | 3   | 4   | И | В | Н | П | МЗ | МП | ±М | О |
| - | ----------- | --- | --- | --- | --- | - | - | - | - | -- | -- | -- | - |
| 1 | Торпедо     | -   | 2:1 | 1:0 | 1:0 | 3 | 3 | 0 | 0 | 4  | 1  | +3 | 9 |
| 2 | Шинник      | 1:2 | -   | 2:2 | 1:0 | 3 | 1 | 1 | 1 | 4  | 4  | 0  | 4 |
| 3 | Химик       | 0:1 | 2:2 | -   | 0:0 | 3 | 0 | 2 | 1 | 2  | 3  | -1 | 2 |
| 4 | СКА-Энергия | 0:1 | 0:1 | 0:0 | -   | 3 | 0 | 1 | 2 | 0  | 2  | -2 | 1 |

## Финальные матчи
| 19 февраля 2014 Матч за 7 место | Уфа                    | 1:0      | СКА-Энергия | Белек                                                                         |
| 13:00 MSK | 1:0 Шариф Мухаммад 52′ | Протокол |             | Стадион: спортивного центра Беллис Зрителей: 100 Судья: Артём Чистяков (Азов) |
| Уфа: Юрченко, Сухов (Вильям, 47; Василенко, 71), Тишкин (Мухаммад, 46), Аликин, Джиоев (Мязин, 46), Килин (Грачев, 46), Нагибин (Гаракоев, 46), Засеев, Семакин (Кичин, 46), Жиляев (Валикаев, 46; Подкорытов, 78), Заболотный (Сафрониди, 46). · СКА-Энергия: Агапов, Удалый, Попов, Дудиев (Аладашвили, 46), Камболов (Плетин, 46; Киселёв, 64), Гогуа, Трусевич (Цвейба, 83), Цораев (Славнов, 46), Наваловский, Машуков, Кармазиненко (Яркин, 35). · Попов (67'). |                        |          |             |                                                                               |

| 19 февраля 2014 Матч за 5 место | Мордовия                          | 1:1 (4:3 пен.) | Химик                    | Белек                                                                                |
| 17:00 MSK | 1:0 Александр Коротков 28′ (авт.) | Протокол | 1:1 Рустем Халиуллин 76′ | Стадион: спортивного центра Беллис Зрителей: 200 Судья: Андрей Фисенко (Владивосток) |
| | Пенальти                          | |                          |                                                                                      |
| Андрей Пазин 1:1 · Антон Бобёр 2:2 · Алексей Иванов 3:3 · Максим Будников 3:3 · Рустем Мухаметшин 3:3 · Сергей Самодин 4:3 |                                   | 0:1 Александр Еркин · 1:2 Михаил Гащенков · 2:3 Сергей Шустиков · 3:3 Олег Макеев · 3:3 Никита Журавлёв · 3:3 Сергей Квасов |                          |                                                                                      |
| Мордовия: Шебанов (Калюжный, 46), Эдиев (Бобёр, 46), Шитов (Будников, 46), Божович, Хубутия (Перендиа, 46), Пазин, Мухаметшин, Ваганов (Терентьев, 46), Иванов, Димидко, Луценко (Самодин, 46). · Химик: Гавиловский (Загребин, 39), Коротков (Бакаев 46), Прошин (Шустиков, 66), Халиуллин, Гащенков, Мануковский (Шаров, 70), Костюков (Журавлёв, 81), Квасов, Чернов (Лобков, 46), Архипов (Макеев, 75), Касьян. · Шитов (35'), Перендиа (62'), Димидко (67'), Мухаметшин (71') — Прошин (66'), Гащенков (86'). · Димидко (90+'). |                                   | |                          |                                                                                      |

| 20 февраля 2014 Матч за 3 место | Арсенал                | 1:3      | Шинник                                                                           | Белек                                                                               |
| 13:00 MSK | 1:0 Сергей Сухарев 10′ | Протокол | 1:1 Константин Дудченко 24′ · 1:2 Константин Дудченко 28′ · 1:3 Эдвард Кподо 47′ | Стадион: спортивного центра Беллис Зрителей: 500 Судья: Владимир Москалёв (Воронеж) |
| Арсенал: Филимонов, П.Кашчелан, Сухарев (Калешин, 46), Ершов, Васильев, Базанов, Лепский, М.Кашчелан (Лях, 66; Макаренко, 75), Игнатьев (Шилов, 46), Рыжков, Кутьин (Кузнецов, 46). · Шинник: Яшин, Стешин, Гапон (Подоляк, 72), Кподо (Катынсус, 82), Н'Дри, Зотов, Корытько, Малоян (Низамутдинов, 46), Белоусов (Горбатенко, 63), Деобальд (Щадин, 46), Дудченко (Кухарчук, 57). · Рыжков (16'), Ершов (55'), Лях (73') — Н'Дри (70'). |                        |          |                                                                                  |                                                                                     |

## Финал
Финал Кубка ФНЛ состоялся 20 февраля на стадионе спортивного центра Беллис в городе Белек. В финале встретились лучшие команды группового этапа — «Луч-Энергия» и московское «Торпедо».
Перед финалом «Луч-Энергия» понёс значительные потери. Из-за травм в финале не смогли принять участие ряд футболистов, среди которых были: вратари Александр Котляров и Александр Довбня, защитники Михаил Соловей и Анатолий Романович, полузащитники Гурам Тетрашвили, Евгений Скобликов, Денис Клопков, Дмитрий Кудряшов и Денис Селищев, нападающие Евгений Савин и Евгений Гаврюк. В связи с этим тренерскому штабу команды из Владивостока пришлось внести в число запасных тренера вратарей Геннадия Тумиловича, а также двух футболистов, находившихся на просмотре в «Кубани».
Тренерский штаб «Торпедо» в атаке сделал ставку на дуэт форвардов Александр Салугин — Игорь Шевченко, который из глубины поля поддерживал один из лучших бомбардиров турнира полузащитник Олег Власов. Именно он на 15 минуте был близок к тому, чтобы открыть счёт в матче. Однако удар торпедовца ногами отразил вратарь «Луча» Артём Штанько.
В середине первого тайма мощнейший удар Шамиля Асильдаров с близкого расстояния отразил вратарь «автозаводцев» Евгений Конюхов.
В итоге упорство Шамиля Асильдарова было вознаграждено. На 68-й минуте он замкнул прострел Руслана Коряна.
В концовке матча «Торпедо» организовало штурм ворот дальневосточной команды, но забить команде так и не удавалось. В итоге Игорь Шевченко получил красную карточку, за чересчур рьяное несогласие со действиями арбитра. А уже после окончания игры та же участь постигла и Виктора Свежова.
Таким образом «Луч-Энергия» завоевал Кубок ФНЛ.

## Отчёт о матче
| 20 февраля 2014 17:00 MSK | \| Луч-Энергия \| 1:0 (0:0) Протокол \| Торпедо (Москва) \| \| Шамиль Асильдаров 68′ \| Голы \| \| | Стадион: СЦ Беллис, Белек Зрителей: 500 Судья: Герман Кравченко (Псков) |
| Луч-Энергия               | 1:0 (0:0) Протокол                                                                                 | Торпедо (Москва)                                                        |
| Шамиль Асильдаров 68′     | Голы                                                                                               |                                                                         |

| Луч-Энергия | Торпедо |

| Луч-Энергия: |    |                       |     |     |     |
| |    |                       |     |     |     |
| В | 14 | Артём Штанько         |     |     |     |
| З | 15 | Дмитрий Семочко       |     |     |     |
| З | 18 | Владимир Пономарёв    |     |     |     |
| З | 30 | Сергей Бендзь         | 73' |     |     |
| З | 44 | Сергей Пономаренко    |     |     |     |
| П | 4  | Вячеслав Кренделев    |     |     |     |
| П | 27 | Окансей Мандела       |     | 42' |     |
| П | 19 | Руслан Корян          | 89' |     |     |
| П | 22 | Адлан Кацаев          |     | 73' |     |
| Н | 10 | Шамиль Асильдаров (к) | 44' | 90' |     |
| Н | 24 | Алексей Аверьянов     | 77' | 80' |     |
| Запасные: |    |                       |     |     |     |
| В | 1  | Геннадий Тумилович    |     |     |     |
| З | 17 | Павел Могилевский     |     | 73' |     |
| З | 36 | Альберт Гаджибеков    |     |     |     |
| П | 3  | Темури Букия          |     | 42' | 86' |
| П | 8  | Антон Козлов          |     |     |     |
| П | 99 | Ринат Мавлетдинов     |     |     | 86' |
| Н | 7  | Владимир Романенко    |     | 80' |     |
| Н | 34 | Ацамаз Бураев         |     | 90' |     |
| Тренер: |    |                       |     |     |     |
| Александр Григорян Главный судья: Герман Кравченко (Псков) Помощники судьи: Дмитрий Жвачкин (Санкт-Петербург) Александр Шимарыгин (Сосновый Бор) Резервный судья: Владимир Сельдяков (Балашиха) |    |                       |     |     |     |

| Торпедо (Москва): |    |                     |     |          |
|                   |    |                     |     |          |
| В                 | 14 | Евгений Конюхов     |     |          |
| З                 | 22 | Лукаш Тесак         |     | 81'      |
| З                 | 28 | Иван Князев         | 56' |          |
| З                 | 16 | Дмитрий Айдов (к)   |     |          |
| З                 | 34 | Александр Кацалапов | 10' | 58'      |
| П                 | 24 | Олег Власов         | 45' |          |
| П                 | 15 | Егор Тараканов      |     |          |
| П                 | 6  | Томас Микуцкис      | 78' |          |
| П                 | 30 | Виктор Свежов       | 66' | Red card |
| Н                 | 10 | Александр Салугин   |     | 72'      |
| Н                 | 11 | Игорь Шевченко      | 87' |          |
| Запасные:         |    |                     |     |          |
| В                 | 98 | Александр Будаков   |     |          |
| З                 | 19 | Иван Новосельцев    |     |          |
| З                 | 26 | Михаил Багаев       |     | 58'      |
| П                 | 32 | Максим Бурченко     |     |          |
| П                 | 27 | Резиуан Мирзов      |     |          |
| П                 | 23 | Лев Корнилов        |     |          |
| П                 | 36 | Вадим Стеклов       |     |          |
| П                 | 7  | Денис Бояринцев     |     |          |
| П                 | 31 | Юрий Кулешов        |     | 72'      |
| Н                 | 25 | Матия Дворнекович   |     | 81'      |
| Н                 | 9  | Эдгар Гаурач        |     |          |
| Тренер:           |    |                     |     |          |
| Александр Бородюк |    |                     |     |          |

| Обладатель Кубка ФНЛ 2014 |
| Луч-Энергия Первый титул  |
| ------------------------- |